# Sohu

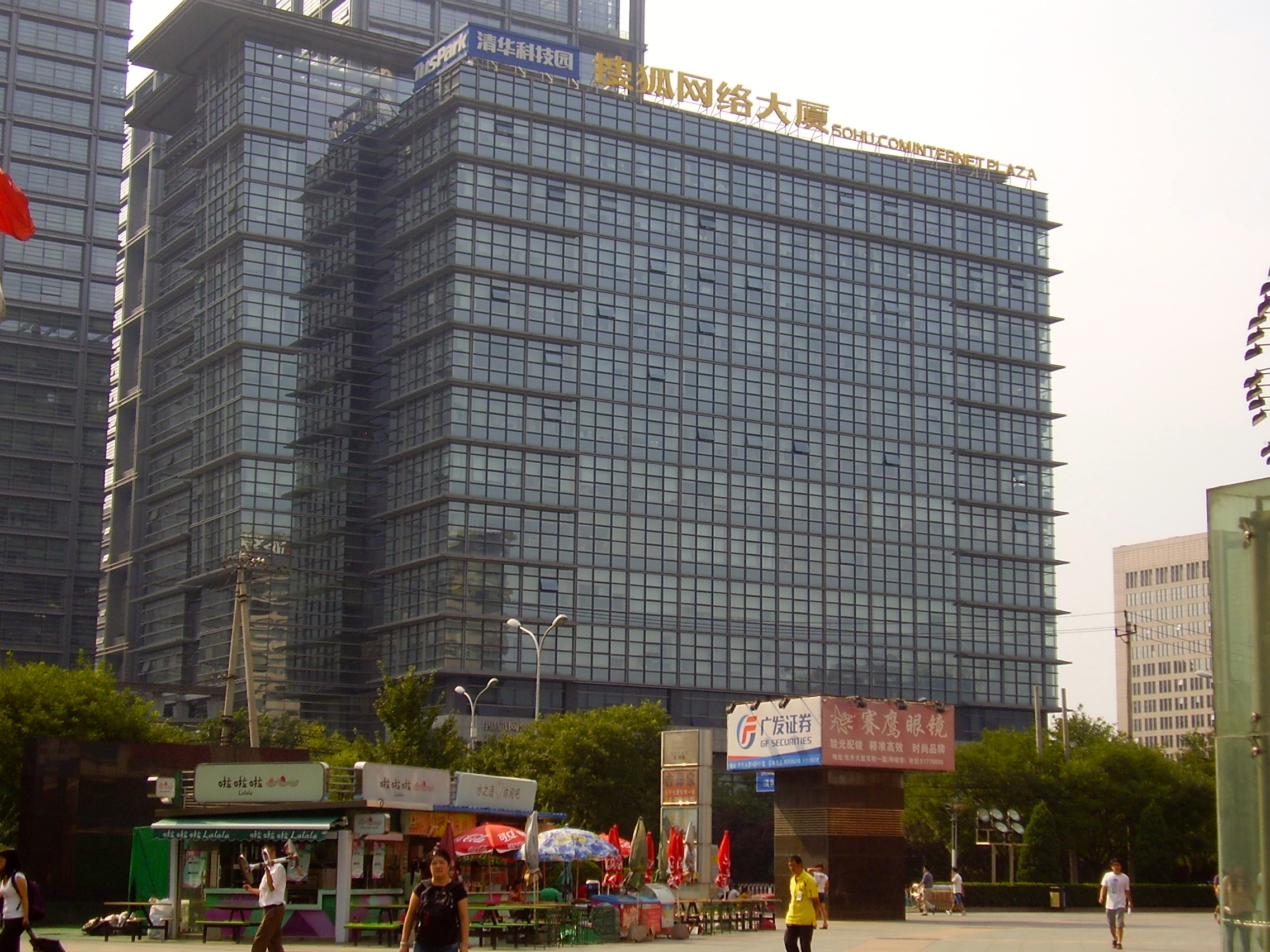
Sohu.com Internet Plaza a Pechino

Sohu, Inc. (cinese: 搜狐; pinyin: Sōuhú) è un'azienda cinese con sede nel Sohu Internet Plaza nel distretto di Haidian, a Pechino attiva nel settore delle telecomunicazioni. Sohu e le sue sussidiarie offrono pubblicità, un motore di ricerca (Sogou.com), giochi multiplayer online (ChangYou.com) e altri servizi.

## Storia
Sohu è stata fondata come Internet Technologies China (ITC) nel 1996 da Charles Zhang dopo aver completato il suo dottorato di ricerca presso il Massachusetts Institute of Technology e aver ricevuto finanziamenti in capitale di rischio dai colleghi che ha incontrato lì. L'anno successivo, Zhang cambiò il nome di ITC in Sohoo in omaggio a Yahoo! dopo aver incontrato il suo cofondatore, Jerry Yang; il nome fu subito dopo cambiato in Sohu per differenziarlo dall'azienda americana. Sohu è quotata al NASDAQ dal 2000 attraverso una Variable interest entity (VIE) con sede nel Delaware.
Il motore di ricerca Sogou.com di Sohu era in trattative per essere venduto nel luglio 2013 a Qihoo per circa 1,4 miliardi di dollari. Il 17 settembre 2013, è stato annunciato che Tencent ha investito 448 milioni di dollari per una quota di minoranza nel motore di ricerca.
Sohu è stata classificata come la terza e la dodicesima azienda al mondo in più rapida crescita da Fortune rispettivamente nel 2009 e nel 2010.